# Yuri Shulga
Yuri Shulga (Oekraïens: Юрій Шульга, 2 januari 1966) is een voormalig Oekraïens langebaanschaatser. Hij nam deel aan twee Olympische Spelen. In 1992 kwam hij in Albertville nog uit voor het Gemenebest van Onafhankelijke Staten en werd zeventiende op de 1500m. Twee jaar later verbeterde hij in Hamar deze prestatie door op dezelfde afstand net de top tien te halen. Na het Olympische seizoen 1993-1994 raakte zijn carrière in verval. In de twee daaropvolgende seizoenen kwam de Oekraïner nog wel uit in enkele wereldbekerwedstrijden, maar wist hij zijn oude niveau niet meer te benaderen.

## Persoonlijke records
| Afstand      | Tijd     | Datum            | Baan     |
| ------------ | -------- | ---------------- | -------- |
| 500 meter    | 37,67    | 22 december 1989 | Alma-Ata |
| 1000 meter   | 1.16,00  | 28 maart 1985    | Alma-Ata |
| 1500 meter   | 1.53,24  | 23 december 1989 | Alma-Ata |
| 3000 meter   | 4.05,08  | 2 april 1983     | Alma-Ata |
| 5000 meter   | 6.51,49  | 7 januari 1994   | Hamar    |
| 10.000 meter | 14.20,60 | 9 januari 1994   | Hamar    |

## Resultaten
| Jaar | EK Allround | WK Allround | Olympische Spelen   |
| ---- | ----------- | ----------- | ------------------- |
| 1990 | NC17        |             |                     |
| 1991 |             |             |                     |
| 1992 |             |             | 17e 1500m           |
| 1993 | NC14        | 7e          |                     |
| 1994 | 7e          | NC16        | 10e 1500m 21e 5000m |

(#, #, #, #) = afstandspositie op allroundtoernooi (500m, 5000m, 1500m, 10.000m).